# Diennes-Aubigny
Diennes-Aubigny település Franciaországban, Nièvre megyében. Lakosainak száma 91 fő (2022. január 1.). Diennes-Aubigny Fertrève, Verneuil, Cercy-la-Tour, Champvert, Montigny-sur-Canne, Saint-Gratien-Savigny, Thianges és Ville-Langy községekkel határos.

## Népesség
A település népességének változása:
| Lakosok száma | 102  | 96   | 94   | 93   | 92   | 91   | 90   | 91   |
|               | 2013 | 2015 | 2017 | 2018 | 2019 | 2020 | 2021 | 2022 |